# IC 1424
IC 1424 ist ein Stern im Sternbild Pegasus. Das Objekt wurde am 14. September 1885 von Guillaume Bigourdan entdeckt und wurde wahrscheinlich irrtümlich für eine Galaxie gehalten.